# Флоримон Флора
Флоримон Казимир Мари Флора (на гръцки: Florimond Casimir Marie Fleurat) е френски дипломат и офицер, заемал дипломатически позиции в Османската империя в средата на XIX век.

## Биография
Роден е на 17 март 1809 година в Цариград, тогава в Османската империя, в семейството на френския дипломат Жорж Константин. Влиза в езиково училище в 1821 година, но напуска в 1826 година, когато е в ІІІ клас. На 22 април 1834 година става канцлер драгоман в Тарс. На 1 април 1835 г. става преводач на разположение на френското посолство в Кайро. В 1843 година е канцлер драгоман в консулството в Багдад. На 2 февруари 1844 година става втори драгоман в Александрия. В 1848 година е драгоман канцлер в Смирна. В 1853 година му е връчен Орденът на Почетния легион. В 1854 година е консул в Битоля. От 6 февруари 1861 година е почетен консул и канцлер на посолството в Цариград. В 1868 година става консул от първи ред.
Умира около 1868 година.